# MEDA
«МЕДА» програма (MEDA) — головний фінансовий інструмент Європейського Союзу в реалізації так званого «європейсько-середземноморського партнерства» (Euro-Mediterranean Partnership) з державами східного та південного Середземномор'я. Йдеться про Алжир, Єгипет, Ізраїль, Йорданію, Ліван, Лівію, Палестину, Сирію, Туніс, Туреччину, Кіпр та Мальту (останні дві — до вступу в ЄС 1 травня 2004 року). Програма «МЕДА» виходить за рамки звичайної допомоги в розвитку, і подібна до програм «ФАРЕ» і «ТАСІС» тим, що головною метою фінансової співпраці з регіоном Середземномор'я є економічні перетворення та зона вільної торгівлі. Бюджет «МЕДА» на 2000 −2006 рр. становить 5,35 млрд євро.